# Nutcharut Wongharuthai
Nutcharut Wongharuthai (thailändisch ณัชชารัตน์ วงศ์หฤทัย, Spitzname Mink; * 7. November 1999 in Saraburi), häufig Mink Nutcharut genannt, ist eine thailändische Snookerspielerin. Sie wurde 2022 Weltmeisterin des Weltverbands und übernahm im Jahr darauf Platz 1 der Frauenweltrangliste. Seit 2022 ist sie auch Mitglied der Profitour.

## Karriere

### Jugendjahre
Mit 10 Jahren begann Nutcharut Wongharuthai mit dem Snooker. International trat sie erstmals 2015 in Erscheinung, als sie mit 15 Jahren im Finale der U21-Weltmeisterschaft der Frauen stand, das sie mit 2:5 gegen ihre Landsfrau Siripaporn Nuanthakhamjan verlor. Im Jahr darauf verlor sie das Finale der Altersklasse U18 gegen dieselbe Gegnerin mit 1:3, holt sich dann aber anschließend den U21-Titel, erneut gegen Nuanthakhamjan. Auch bei der Frauenweltmeisterschaft des Amateurverbands IBSF trat sie an und schied erst im Halbfinale gegen die Rekordtitelträgerin Wendy Jans aus.
In der Saison 2017/18 beherrschte sie den Jugendbereich und holte sich den U18-Titel sowie die U21-Titel von Weltverband und Amateurverband. Bei der Amateur-WM scheiterte sie an der 6 Jahre älteren Waratthanun Sukritthanes erneut erst im Halbfinale. Bei den British Open, einem Turnier der Frauen-Welttour, schlug sie erst die mehrfache WM-Finalistin Maria Catalano und im Halbfinale die amtierende Weltmeisterin Ng On Yee und verlor erst im Finale gegen Rekordweltmeisterin Reanne Evans. Catalano revanchierte sich allerdings bei der nächsten WM und schlug sie im Viertelfinale.
Im Jahr darauf verteidigte sie nur einen der beiden U21-Titel, spielte aber regelmäßig bei den großen Turnieren der Frauentour und maß sich mit den besten Spielerinnen. Bei den Australian Open und dem European Masters erreichte sie das Finale, bei der UK Championship und den Belgian Open das Halbfinale. Bei der WM des Weltverbands schlug sie Titelverteidigerin Ng On Yee und erreichte erstmals ein WM-Finale, das sie aber mit 3:6 gegen Reanne Evans verlor. In der Frauenweltrangliste stieg sie von Platz 17 auf Platz 4.

### World Women’s Snooker Tour und Weltmeisterschaftstitel
Bei der 6-Reds-Weltmeisterschaft der IBSF holte sie 2019 ihren ersten Titel im Erwachsenenbereich, wenn auch in einem Sonderformat. Danach gewann sie die Australian Open gegen Ng On Yee. Gegen die Chinesin verlor sie bei der IBSF-Weltmeisterschaft das Finale. Davor hatte sie Wendy Jans geschlagen, die sechs der vorhergehenden sieben Titel bei diesem Turnier gewonnen hatte. In diesem Jahr gelang ihr das erste offiziell verbürgte Maximum Break einer Frau. Die 147 Punkte in einer Aufnahme gelangen ihr allerdings nicht in einem Turnier, sondern in einem Trainingsmatch.
Anders als im Profibereich fanden in der Saison 2020/21 wegen der COVID-19-Pandemie keine Turniere statt. Erst Anfang 2022 gab es mit den British Open wieder ein größeres Frauenturnier. Wongharuthai holte sich mit 4:3 gegen Reanne Evans den Titel. Erstmals nahm sie danach an der Q Tour teil, einer Qualifikationsserie für die Profitour, und trat gegen männliche Konkurrenz an. Sie schlug die Ex-Profis Billy Castle und Daniel Wells sowie drei weitere Amateure und erreichte das Viertelfinale. Bei der WM des Weltverbands schlug sie mit Ng On Yee und Rebecca Kenna die Nummer 2 und 3 der Weltrangliste und erreichte zum zweiten Mal in Folge das Finale. Das Spiel gegen Wendy Jans verlief wechselhaft und erst im Entscheidungsframe holte sie mit Schwarz den Sieg und wurde Weltmeisterin.
Der Erfolg sicherte ihr auch die Qualifikation für die World Snooker Tour, die zwei Spielerinnen der WWS Tour zustanden. Damit erhielt sie die Startberechtigung bei den Profiturnieren in den nächsten beiden Spielzeiten.

### Profitour und Nummer 1 der Frauenrangliste
Die Saison 2022/23 begann sie mit einem 2:2 gegen Scott Donaldson in der Championship League. Der erste Sieg gelang ihr bei den Northern Ireland Open mit 4:2 gegen Mitchell Mann. Im September wurden dann erstmals die World Mixed Doubles ausgetragen, bei der die vier weiblichen Tourteilnehmerinnen zusammen mit vier der besten Männer in gemischten Paarungen gegeneinander antraten. Nutcharut bildete zusammen mit Neil Robertson ein Doppel und gewann mit ihm den Debüttitel. Bei den Einzelturnieren gab es danach aber nur Niederlagen, die fast immer klar ausfielen. Bei der 7:10-Niederlage bei der Weltmeisterschaft am Saisonende gegen Landsmann Dechawat Poomjaeng schlug sie sich immerhin achtbar. 
Anders als die Männer konnten die Frauen parallel zur Profitour weiterhin an der WWS Tour teilnehmen. Dort war die Thailänderin weiterhin erfolgreich und gewann das Masters der Frauen und die Belgian Open. Den Weltmeisterschaftstitel verlor sie allerdings an Landsfrau Baipat Siripaporn, der sie im WM-Halbfinale unterlag. Am Ende der Saison belegte sie erstmals Platz 1 in den Women’s World Rankings.
Das zweite Profijahr 2023/24 verlief etwas besser als das erste. Zum Auftakt gab es Unentschieden in der Championship League gegen Ma Hailong und gegen Gary Wilson, immerhin Nummer 14 der Weltrangliste. Bei der UK Championship gewann sie gegen Adam Duffy mit 6:3 und führte anschließend schon 5:2 gegen Michael White, verlor dann aber doch 5:6. Die weiteren Partien verlor sie jedoch wieder größtenteils recht deutlich und bei der Weltmeisterschaft revanchierte sich Duffy und gewann gegen sie mit 10:5.
Auf der WWS Tour gewann sie in der Spielzeit wieder zwei Turniere: die US Open und zum zweiten Mal in Folge die Belgian Open. Bei der Weltmeisterschaft stand sie zum dritten Mal im Finale und unterlag Bai Yulu knapp mit 5:6. Damit konnte sie souverän Platz 1 der Frauenweltrangliste behaupten und zusammen mit Bai bekam sie zwei weitere Jahre die Startberechtigung auf der Profitour.
Es folgte das dritte Profijahr, das erneut mit zwei Unentschieden in der Championship League begann. Danach schlug sie beim Saudi Arabia Masters den libyschen Amateur Kusai Hamed Sharif und behielt beim ersten Frauenduell bei den English Open gegen Reanne Evans mit 4:2 die Oberhand. Der Rest der Saison verlief aber wie zuvor mit fast ausschließlich hohen Auftaktniederlagen. Bei den Frauen gewann sie mit den Australian Open und der WSF Women’s Championship erneut zwei Turniere. Dazu stand sie mehrfach im Finale, auch bei der Frauen-WM, die sie erneut gegen Bai Yulu verlor. Trotzdem etablierte sie sich endgültig als Nachfolgerin von Reanne Evans im dritten Jahr in Folge an der Spitze der der Weltrangliste der Frauen.

## Titel und Erfolge
- World Snooker Tour
  - World Mixed Doubles: 2022 (mit Neil Robertson)

- Snookerweltmeisterschaft der Frauen
  - WWS Womens World Championship: 2022 (Finale: 2019)
  - IBSF World Amateur Championship: – (Finale: 2019)

- World Women’s Snooker Tour
  - Australian Open: 2019, 2024
  - Belgian Open: 2023, 2024
  - British Open: 2022
  - Masters: 2022
  - US Open: 2023
  - WSF Women’s Championship: 2025
- Challenge Cup
  - World Women’s 6-Red Championship: 2018

- Jugendturniere
  - World Women’s Under-21 Championship: 2018 (Finale: 2019)
  - IBSF World Under-21 Championship: 2016, 2017, 2018 (Finale: 2015, 2019)
  - IBSF World Under-18 Championship: 2016 (Finale: 2017)